# Hirvisalo (ö i Södra Savolax)
Hirvisalo är en ö i Finland. Den ligger i sjön Puula och i kommunen Hirvensalmi i den ekonomiska regionen  S:t Michel och landskapet Södra Savolax, i den södra delen av landet, 200 km norr om huvudstaden Helsingfors. Öns area är 0,99 kvadratkilometer och dess största längd är 1,9 kilometer i sydöst-nordvästlig riktning.